# Cristina Pérez Ruiz
Cristina Pérez Ruiz   (Palma, 1981) és una directora de fotografia mallorquina.
Es va graduar en Direcció de Fotografia i com a operadora de càmera al Centre d'Estudis Cinematogràfics de Catalunya.
D'ençà del 2000, col·labora com a part de l'equip de fotografia de curtmetratges i llargmetratges i treballa com a tal en el de productores cinematogràfiques com ara Dream Team Entertaiment o Rosebud Films.

## Filmografia
- La última pared (Torres Producciones, 2001)
- Metro (Centre d'Estudis Cinematogràfics de Catalunya, 2003)
- 200 Km. (Quimelca SL, 2004)[2]
- Diario de una pared (Centre d'Estudis Cinematogràfics de Catalunya, 2004)
- La Excusa (Ernex, 2006)
- Celos, una teoría (Kaliu y Laberinto i Suspiro Films, 2008)
- Culpa de la luna (Suspiro Films, 2009)
- k7 (Xarxa de Televisions Locals de Catalunya, 2010)[3]
- Lone-illness (Suspiro Films, 2011)
- Stomach (Ever Films, 2015)
- Nevada (Ever Films, 2017)